# Sváb Gyula-féle iskolaépítési program
A Sváb Gyula-féle iskolaépítési program egy 1910-es évekbeli nagyarányú magyar vidéki iskolaépítési akció volt.

## Története
Sváb Gyula korábban a magyar parasztházak építészetét tanulmányozta. Ezt követően nevezték ki a vallás- és közoktatásügyi minisztérium újonnan felállított műszaki ügyosztálya élére Kertész K. Róberttel, hogy vezessék a vidéki iskolák építésének új programját.
Irányítása alatt 1908 és 1914 között 139 vidéki iskola épült fel, amelyek közül többet ő maga tervezett. A költségek 4 millió koronát tettek ki. Az építkezés során elvárt volt, hogy a telket az adott község biztosítsa, illetve, hogy a tervezett épületben a tantermen kívül előtér, és tanítói lakás (2 szoba, konyha) legyen. (Ugyanakkor épültek külön tanítói lakások is.) Az építkezésekhez számos korabeli ismert építészt sikerült megnyerni (ld. alább).
Munkájáról Újabb állami népiskolák címen a Magyar Mérnök- és Építész-Egylet Közlönyében számolt be. A cikket számos rajz és fénykép illusztrálta. Az iskolák magyar népies stílusban épültek fel.
Sváb így hangsúlyozta az iskolaépítészet fontosságát:
„Én nem azt mondom, hogy így kell építenünk, inkább azt, hogy valahogy így. Nem tudok szebb feladatot, szívet betöltőbbet egy ilyen kis népiskolai építkezésnél. Elismerem, hogy a nagy bérház nagyobb feladat. De száz ember is elfut mellette, míg egy is megtekinti. A népiskola a népnek büszkesége és gyönyörűsége. A falu dísze. És a népiskola építkezése nem is olyan könnyű feladat. Itt nem lehet nagyokat mondani. Itt nincsenek nagy dölyfös tornyok, puffogó frázisok, — az egyszerű, mint a jóreggelt. – Minden alkotórésze gondot kíván, mert minden része érvényesül. A népiskola tervezésével is úgy van az ember, mint a tudós a tudományával. Mennél többet tud, annál inkább látja, mennyit kellene még tudnia. Mennél több iskolát tervezek, annál inkább látom, mennyivel jobban lehetne azt még megcsinálni. Csak sablont ne csináljunk.”
A program a Bárczy István-féle budapesti kislakás- és iskolaépítési programmal párhuzamosan zajlott. Az első világháborút követően bizonyos tekintetben folytatása volt Klebelsberg Kunó népiskola-építési programja.

## Elkészült iskolaépületek

### Sváb Gyula által tervezett épületek
A Sváb Gyula által tervezett számos iskolaépületet a róla szóló szócikk sorolja fel.

### Egyéb építészek által tervezett épületek
Sváb Gyulán kívül a következő építészek terveztek még a program keretében épületeket (ahol ismert, a tervezett épület települése is szerepel):
- Bábolnay József (Szakolca)
- Dvorák Ede
- Fábián Gáspár (Óbéba, Torontálvásárhely, Kiskunfélegyháza, Nagylajosfalva)
- Földes Ede
- Scheiber Miklós (Siklód, Tyukod, Bottyán)
- Láczai-Fritz Oszkár
- Goll Elemér
- Gyenes Lajos
- Györgyi Dénes (Bácskeresztúr, Okolicsnó, Újbánya, Újlehota, Vágmogyoród)
- Hikisch Rezső
- Kiss László
- Kotsis Iván (Mezőkapus, Sorostély, Fugyivásárhely)
- Kismarty-Lechner Jenő és Warga László (Alsójeszen, Alsószucsa, Jászómindszent, Turzófalva)
- Kismarty-Lechner Loránd (Magyarlapos, Nádudvar, Szék)
- Medgyaszay István (Alsóárpás, Berekszó, Kiskapus, Mezőméhes, Moson, Muszka)
- Mende Valér (Hosszúfalu-Alszeg)
- Novák Imre (Pilisszentkereszt, Novákcsép)
- Prokisch János
- Rerrich Béla (Brád, Suttó, Ráckanizsa, Hercegfalva)
- Schmidt D. Gyula (Kiskunhalas)
- Szabó Jenő
- Thomas Antal
- Werner Frigyes
- Toroczkai Wigand Ede (Magyardellő, Gálfalva, Diód, Mezőújlak, Sáromberke)
- Ybl Lajos
- Zrumeczky Dezső

## Egyéb irodalom
- Kotsis Iván és a szecessziós falusi iskolák
- Hogyan került egy szecessziós iskola Nagymarosra?